# Тамбовка (Мелітопольський район)
Тамбо́вка — село в Україні, в Мелітопольському районі Запорізької області. Входить до складу Семенівської сільської громади. Населення становить 368 осіб.

## Географія

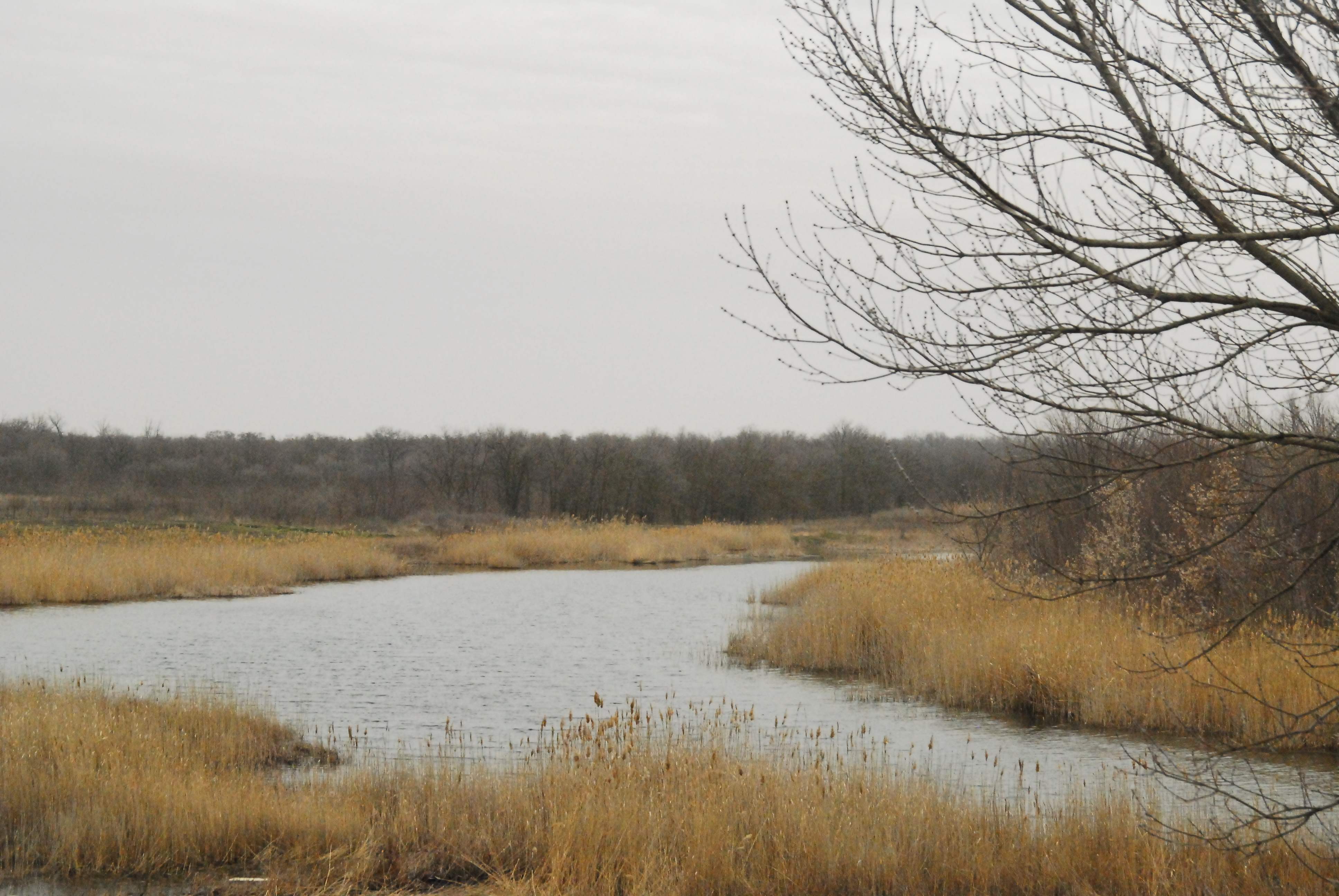
Річка Молочна

Село Тамбовка знаходиться на правому березі річки Молочна, вище за течією на відстані 1,5 км розташоване селище Мирне, нижче за течією на відстані 0,5 км розташоване село Семенівка. До села примикають великі садові масиви.

## Історія

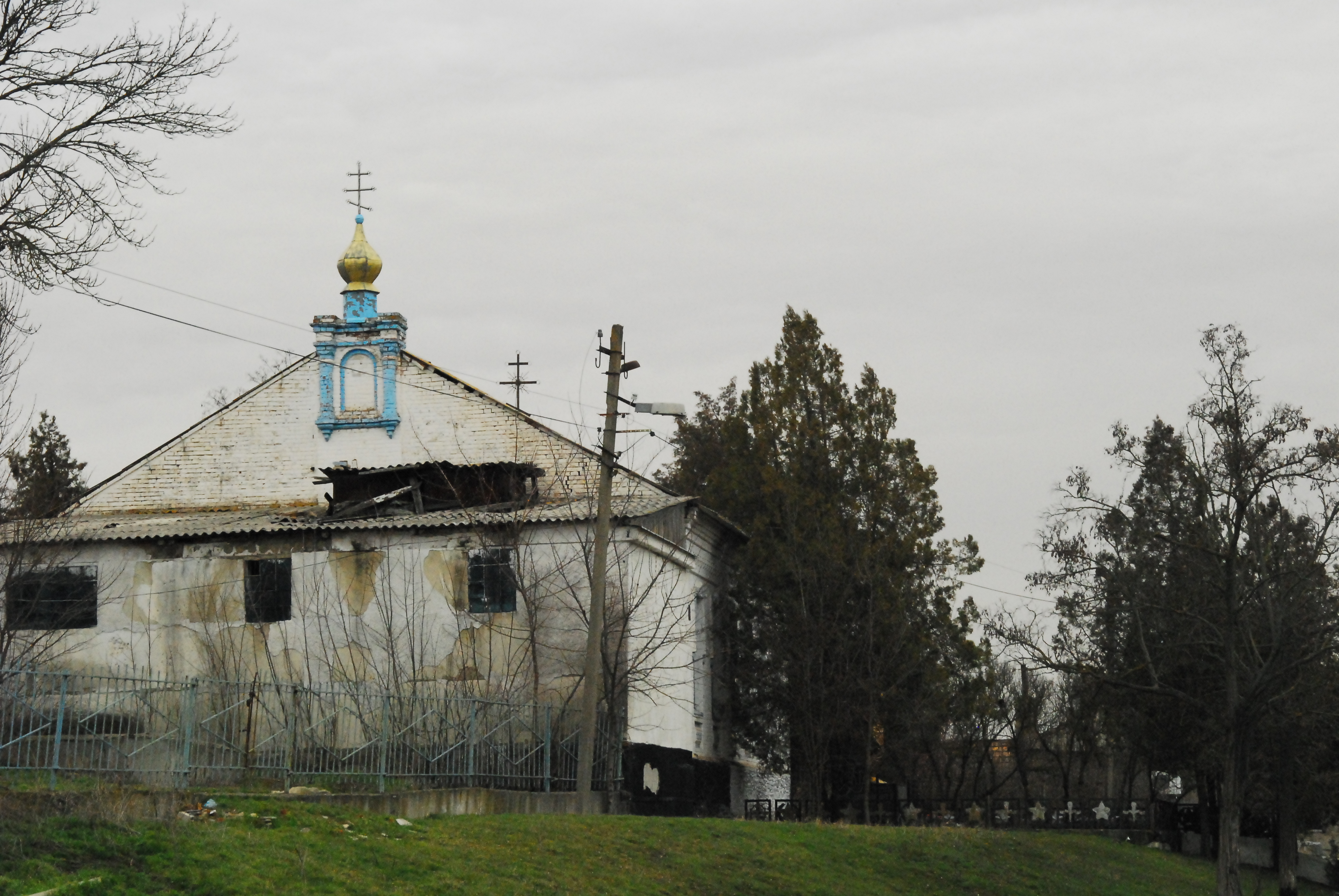
Храм апостола Іоанна Богослова

На околиці Тамбовки та Семенівки були виявлені залишки двох поселень епохи бронзи (II тисячоліття до н. е.) і одного поселення скіфського часу (V—IV ст. до н. Е.).
Тамбовка була заснована 1805 року.
Червона армія відновила контроль над селом 9 жовтня 1943 року. З того часу 9 жовтня в Тамбовці святкується день села.
2004 року було розпочато будівництво газопроводу, і 23 травня 2008 року село було газифіковане.
До 2019 року було у складі Семенівської сільської ради.
22 червня 2023 року рішенням Національної комісії зі стандартів державної мови віднесено до списку населених пунктів, які «можуть не відповідати лексичним нормам української мови», зокрема стосуватися «російської імперської чи колоніальної політики». Громаді рекомендовано обґрунтувати доцільність збереження поточної назви або  запропонувати нову назву в установленому законодавством порядку.

## Об'єкти соціальної сфери
- Фельдшерсько-акушерський пункт.
- Храм апостола Іоанна Богослова. Підпорядкований Запорізькій єпархії УПЦ Української православної церкви Московського патріархату.[5]

## Економіка
ТОВ «Трина» — консервний завод.

## Пам'ятки

### Старобердянське лісництво
Поруч з Тамбовкою, на протилежному березі Молочної річки, знаходиться Старобердянське лісництво — один з найстаріших на України лісових масивів у степовій зоні, закладений Й. Й. Корнісом в 1846 році. У лісництві ростуть понад 165 деревних і чагарникових порід, багато з яких екзотичні для України, мешкають 40 видів звірів і 50 видів птахів. У 1974 році лісництво оголошено державним заказником.

### «Запорізькі козаки пишуть листа турецькому султану»
Скульптурна композиція «Запорізькі козаки пишуть листа турецькому султану» була відкрита у 2009 році, напередодні Дня козацтва. Натхненна знаменитою картиною Іллі Рєпіна і виготовлена з металу майже 60 років тому місцевим майстром, учасником Другої світової війни Володимиром Федоровичем Дороніним, отримала друге життя завдяки скульптору Борису Тихоновичу Солянику.